# Монс Кальп
«Монс Кальп» — профессиональный футбольный клуб из Гибралтара. Основан в 2013 году. Выступает в Национальной лиге Гибралтара. В сезоне 2020/21 клуб занял 4-е место и пробился в Лигу конференций. Домашним стадионом является стадион «Виктория», вмещающий 2000 зрителей.

## Выступления в еврокубках
| Сезон   | Турнир                | Раунд                         | Соперник     | Дома | В гостях | Общий счёт |  |
| 2021/22 | Лига конференций УЕФА | Первый квалификационный раунд | Санта-Колома | 1:1  | 0:4      | 1:5        |  |